# Список эпизодов телесериала «Детектив Раш»

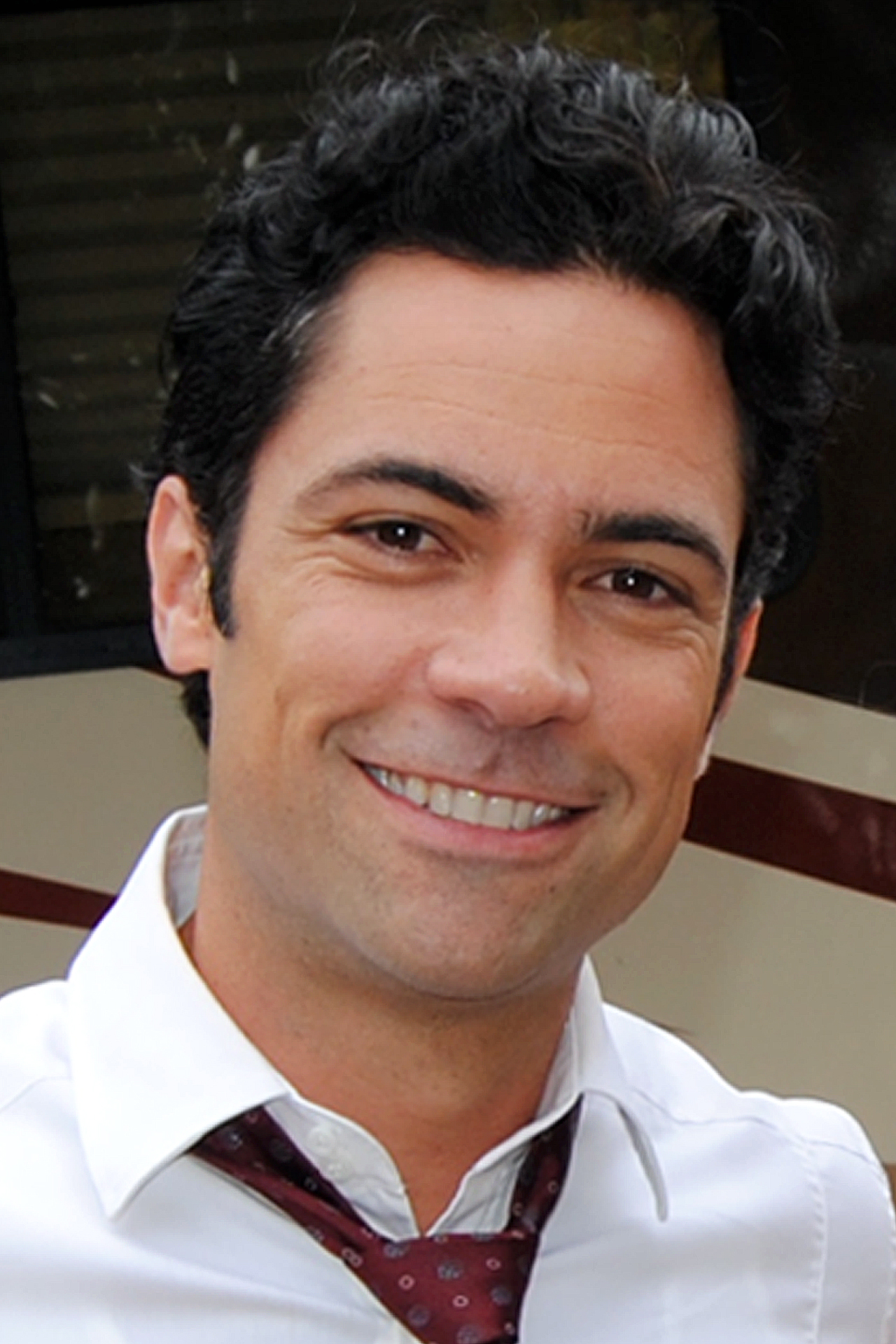
Пино, Дэнни — исполнитель роли детектива Скотта Валенса

«Детектив Раш» (англ. Cold Case) — американский детективный телесериал в жанре «полицейская драма», премьера которого состоялась 28 сентября 2003 года на канале CBS. Всего на экраны вышло 7 сезонов телесериала, состоящих из 156 серий. В России телесериал был полностью показан телеканалом НТВ. Из-за проблем с авторскими правами на различные песни, звучащие практически во всех эпизодах, телесериал никогда не издавался на региональных DVD.
Телесериал рассказывает о полицейских Филадельфии, работающих в отделе по расследованию убийств. Отделом руководит старший сержант Джон Стиллман (Джон Финн), его основная команда состоит из детективов Лилли Раш (Кэтрин Моррис) её напарника Скотти Валенса (Дэниэл Пино), а также детективов Уилла Джеффриса (Том Бэрри) и Ника Веры (Джереми Рашфор). Позднее, постоянным членом команды Стиллмана стала детектив Кэт Миллер (Трейси Томс). Им приходится иметь дело как с убийствами, совершёнными на бытовой почве, так и с профессиональными преступниками и серийными убийцами. Команда Стиллмана занимается расследованием различных убийств, преимущественно мёртвых дел, по разным причинам не раскрытых полицией на протяжении многих лет.
Одновременно с расследованием убийств развивалась личная жизнь главных персонажей телесериала. В телесериале широко затрагивается множество сложных социальных и личных проблем (в том числе таких как судебные ошибки, полицейский произвол и гомофобия), необычные человеческие увлечения и привычки, часто не поддающиеся однозначному определению и оценке. Сюжет телесериала обычно строится вокруг каждого эпизода, без сквозных историй на несколько эпизодов.
За годы своей трансляции телесериал номинировался на престижные премии в области телевидения и неоднократно выигрывал их. Несмотря на обвинения в плагиате, телесериал стал очень популярен не только в США, но и в других странах. Последний эпизод телесериала вышел на экраны 2 мая 2010 года.

## Обзор
| Сезон | Сезон | Количество серий | Премьера первой серии | Премьера последней серии | Дата выхода DVD | Дата выхода DVD | Дата выхода DVD | Дата выхода DVD |
| Сезон | Сезон | Количество серий | Премьера первой серии | Премьера последней серии | Регион 1        | Регион 2        | Регион 4        | Регион 5        |
| ----- | ----- | ---------------- | --------------------- | ------------------------ | --------------- | --------------- | --------------- | --------------- |
|       | 1     | 23               | 28 сентября 2003      | 23 мая 2004              | н/д             | н/д             | н/д             | н/д             |
|       | 2     | 23               | 3 октября 2004        | 22 мая 2005              | н/д             | н/д             | н/д             | н/д             |
|       | 3     | 23               | 25 сентября 2005      | 21 мая 2006              | н/д             | н/д             | н/д             | н/д             |
|       | 4     | 24               | 24 сентября 2006      | 6 мая 2007               | н/д             | н/д             | н/д             | н/д             |
|       | 5     | 18               | 23 сентября 2007      | 4 мая 2008               | н/д             | н/д             | н/д             | н/д             |
|       | 6     | 23               | 28 сентября 2008      | 10 мая 2009              | н/д             | н/д             | н/д             | н/д             |
|       | 7     | 22               | 27 сентября 2009      | 2 мая 2010               | н/д             | н/д             | н/д             | н/д             |

## Список серий

### Первый сезон (2003—2004)
| Номер | Название                                                                | Режиссёр          | Сценарий                   | Дата премьеры    | Зрители в США |  |
| --- | ----------------------------------------------------------------------- | ----------------- | -------------------------- | ---------------- | ------------- |  |
| 1 (1x01) | «Оглянись ещё раз» (англ. Look Again)                                   | Марк Пеллингтон   | Мередит Стим               | 28 сентября 2003 | Н/д           |  |
| Детектив Лилли Раш начинает расследование тройного убийства. Однако она вынуждена отложить это расследование, так как к ней обращается пожилая женщина, которая рассказывает что видела, кто совершил убийство в 1976 году девушки по имени Джилл Шелби. Преступление осталось нераскрытым. В процессе расследования опасность начинает грозить самой Лилли.                   |                                                                         |                   |                            |                  |               |  |
| |                                                                         |                   |                            |                  |               |  |
| 2 (2x01) | «Глин» (англ. Gleen)                                                    | Пэрис Барклай     | Жан Оксенберг              | 5 октября 2003   | 13.96         |  |
| В 1983 году молодая женщина должна была выступить в суде, чтобы доказать вину местного извращенца, но не успела этого сделать, так как была убита. Прошло 20 лет, и подросшая дочь жертвы, уверенная в виновности извращенца, хочет отомстить ему. Лилли начинает новое расследование этого убийства, которое так и осталось нераскрытым.                                      |                                                                         |                   |                            |                  |               |  |
| |                                                                         |                   |                            |                  |               |  |
| 3 (3x01) | «Наш мальчик вернулся» (англ. Our Boy Is Back)                          | Брайан Спайсер    | Стэйси Кравиц              | 12 октября 2003  | Н/д           |  |
| Серийный насильник и убийца совершил серию преступлений в 1998 году, но не был пойман. Спустя 5 лет в убойный отдел приходит письмо от того же самого маньяка. Команде Стиллмана надо поторопиться, так как маньяк собирается совершить новые преступления. |                                                                         |                   |                            |                  |               |  |
| |                                                                         |                   |                            |                  |               |  |
| 4 (4x01) | «Набожные люди» (англ. Churchgoing People)                              | Марк Пеллингтон   | Мередит Стим               | 19 октября 2003  | 11.62         |  |
| Лилли возобновляет расследование убийства церковного органиста Митчелла Байеса, которое произошло в 1990 году и осталось нераскрытым. Это стало возможно, так как вдова Байеса, страдающая психическим расстройством, начала вспоминать новые подробности ночи убийства. |                                                                         |                   |                            |                  |               |  |
| |                                                                         |                   |                            |                  |               |  |
| 5 (5x01) | «Бегун» (англ. The Runner)                                              | Дэвид Стрейтон    | Вина Суд                   | 26 октября 2003  | Н/д           |  |
| Женщина-бродяга приносит в убойный отдел аудиокассету, которую она нашла на свалке мусора. Запись на этой кассете приводит команду Стиллмана к нераскрытому делу об убийстве полицейского Джо Вашингтона, который был застрелен в 1973 году. |                                                                         |                   |                            |                  |               |  |
| |                                                                         |                   |                            |                  |               |  |
| 6 (6x01) | «Любовь превыше всего» (англ. Love Conquers Al)                         | Грег Яйтанс       | Ким Ньютон                 | 9 ноября 2003    | 14.39         |  |
| Скотт Валенс становиться новым напарником Лилли, и между детективами тут же начинаются прения. Человек, осуждённый за участие в перестрелке наркоторговцев, просит уменьшить ему срок за информацию о старом убийстве. В 1981 году он стал свидетелем убийства школьницы и видел предполагаемого убийцу. Дело осложняется тем, что за это убийство уже осуждён другой человек. |                                                                         |                   |                            |                  |               |  |
| |                                                                         |                   |                            |                  |               |  |
| 7 (7x01) | «Время ненавидеть» (англ. A Time to Hate)                               | Деран Сарафян     | Жан Оксенберг              | 16 ноября 2003   | Н/д           |  |
| В 1964 году студент Дэниель Хольц был убит неподалёку от гей-бара, а убийство осталось нераскрытым. Спустя 39 лет его мать просит Лилли заново открыть это дело. В ходе расследования детективы приходят к неприятному предположению о причастности полицейского к этому убийству.                                                                                             |                                                                         |                   |                            |                  |               |  |
| |                                                                         |                   |                            |                  |               |  |
| 8 (8x01) | «Прощай, мы улетаем» (англ. Fly Away)                                   | Джеймс Уитмор мл. | Вина Суд                   | 30 ноября 2003   | 16.46         |  |
| В 2001 году молодая женщина и её 6-летняя дочь выпали из окна при странных обстоятельствах. Девочка погибла сразу, а мать впала в кому, но спустя 2 года она пришла в себя. Теперь у команды Стиллмана есть возможность узнать, что же произошло в тот день на самом деле. |                                                                         |                   |                            |                  |               |  |
| |                                                                         |                   |                            |                  |               |  |
| 9 (9x01) | «Милая Шерри» (англ. Sherry Darlin)                                     | Рэйчел Талалай    | Шон Уайтселл               | 7 декабря 2003   | Н/д           |  |
| В полицию звонит неизвестный и сообщает Лилли, что в 1989 году он совершил убийство пожилой женщины. Вскоре скелет этой женщины действительно находят. Пока команда Стиллмана ведёт расследование этого убийства, звонки продолжаются. |                                                                         |                   |                            |                  |               |  |
| |                                                                         |                   |                            |                  |               |  |
| 10 (10x01) | «Автостопом в рай» (англ. The Hitchhiker)                               | Марита Грабяк     | Шон Уайтселл               | 21 декабря 2003  | Н/д           |  |
| Команда Стиллмана расследует недавнее ограбление и убийство молодого мужчины, сорвавшего большой выигрыш в казино. Это преступление деталями очень сходится с ещё двумя нераскрытыми убийствами, которые произошли в 1997 и 2000 году. |                                                                         |                   |                            |                  |               |  |
| |                                                                         |                   |                            |                  |               |  |
| 11 (11x01) | «Грех гордыни» (англ. Hubris)                                           | Агнешка Холланд   | Стэйси Кравиц и Ким Ньютон | 11 января 2004   | 15.20         |  |
| В 1995 году женатый преподаватель университета, встречавшийся со своей студенткой, был подозреваемым в её убийстве, однако прямых улик против него не было. Тем не менее его семья сильно пострадала, а карьера пошла под откос. Спустя 9 лет этот человек обратился к Лилли, так как он уверен, что недавняя смерть одной проститутки связана с убийством его возлюбленной.   |                                                                         |                   |                            |                  |               |  |
| |                                                                         |                   |                            |                  |               |  |
| 12 (12x01) | «Клей, несущий смерть» (англ. Glued)                                    | Питер Маркл       | Тайлер Бенсингер           | 18 января 2004   | 12.80         |  |
| Лейтенант Стиллман много лет мучился из-за того, что в 1980 году не смог раскрыть убийство восьмилетнего Тимоти Барнса. Он просит Лилли заняться этим делом, которое он не смог раскрыть 24 года назад. |                                                                         |                   |                            |                  |               |  |
| |                                                                         |                   |                            |                  |               |  |
| 13 (13x01) | «Письмо» (англ. The Letter)                                             | Тим Хантер        | Вина Суд                   | 25 января 2004   | Н/д           |  |
| Молодая чернокожая женщина приносит в убойный отдел письма, которые могут помочь команде Стилламана пролить свет на нераскрытое дело об изнасиловании и убийстве её бабушки, которое произошло в 1939 году. |                                                                         |                   |                            |                  |               |  |
| |                                                                         |                   |                            |                  |               |  |
| 14 (14x01) | «Мальчик в коробке» (англ. The Boy in the Box)                          | Карен Гавиола     | Мередит Стим               | 15 февраля 2004  | Н/д           |  |
| В 1958 году в лесу была обнаружена коробка, в которой лежал труп маленького мальчика. И его личность, и его убийство так и остались нераскрытыми. Дело «мальчика в коробке» стало самой известной загадкой Филадельфии, однако спустя 46 лет у команды Стиллмана появились небольшие шансы раскрыть это убийство.                                                              |                                                                         |                   |                            |                  |               |  |
| |                                                                         |                   |                            |                  |               |  |
| 15 (15x01) | «Адская дискотека» (англ. Disco Inferno)                                | Джеймс Уитмор мл. | Тайлер Бенсингер           | 22 февраля 2004  | 15.33         |  |
| В 1978 году на одной из дискотек Филадельфии произошёл большой пожар, в результате чего погибло 22 человека, а ещё один пропал без вести. Однако спустя 26 лет в земле находят его скелет с пулей в черепе. Теперь у команды Стиллмана есть причины предполагать что пожар произошёл в результате поджога, который связан с этим убийством.                                    |                                                                         |                   |                            |                  |               |  |
| |                                                                         |                   |                            |                  |               |  |
| 16 (16x01) | «Добровольцы» (англ. Volunteers)                                        | Эллисон Андерс    | Жан Оксенберг              | 7 марта 2004     | 15.98         |  |
| Во время сноса старого здания были найдены 2 мешка с человеческими костями. Лилли и её коллеги устанавливают, что это останки принадлежат пропавшим в 1969 году двум хиппи — чернокожему парню и белой девушке. Но у кого был мотив для столь жестокого убийства? |                                                                         |                   |                            |                  |               |  |
| |                                                                         |                   |                            |                  |               |  |
| 17 (17x01) | «Пропавшая душа Германа Лестера» (англ. The Lost Soul of Herman Lester) | Тим Мэтисон       | Шон Уайтселл               | 14 марта 2004    | 15.92         |  |
| К Лилли обращается молодой баскетболист, подающий большие надежды своей команде. Неизвестный звонит ему и угрожает убийством. Детективы связывают эти угрозы с нераскрытым убийством его отца, произошедшим в 1987 году. |                                                                         |                   |                            |                  |               |  |
| |                                                                         |                   |                            |                  |               |  |
| 18 (18x01) | «Желание» (англ. Resolutions)                                           | Алекс Закржевский | Ким Ньютон                 | 28 марта 2004    | 14.26         |  |
| В полицию приходит женщина-алкоголичка, которая утверждает что сбила насмерть мужчина в канун нового 2000 года. Лилли действительно находит это дело, однако новое расследование показывает, что причиной смерти пострадавшего стало отравление, а не переезд машиной. Это значит, что детективам предстоит расследование умышленного убийства.                                |                                                                         |                   |                            |                  |               |  |
| |                                                                         |                   |                            |                  |               |  |
| 19 (19x01) | «Позднее возвращение» (англ. Late Returns)                              | Дэвид Стрейтон    | Джей Битти и Дэн Дворкин   | 4 апреля 2004    | 14.25         |  |
| Расследование недавней насильственной смерти мужчины приводит команду Стиллмана к старому делу о нераскрытом убийстве Ванессы Проссер. Ванесса была перспективным политиком, её убийство произошло в день президентских выборов 1992 года. |                                                                         |                   |                            |                  |               |  |
| |                                                                         |                   |                            |                  |               |  |
| 20 (20x01) | «Жадность» (англ. Greed)                                                | Карен Гавиола     | Стэйси Кравиц              | 18 апреля 2004   | 12.93         |  |
| Биржевой маклер Чарльз Данвилл был убит в 1985 году, при этом всё указывало на то, что убийство связано с угоном его машины. Однако спустя годы Лилли с коллегами получают новую информацию, которая полностью опровергает первичную версию и выводит дело в новое русло. |                                                                         |                   |                            |                  |               |  |
| |                                                                         |                   |                            |                  |               |  |
| 21 (21x01) | «Материнский инстинкт» (англ. Maternal Instincts)                       | Кевин Хукс        | Лори Арент                 | 25 апреля 2004   | 14.83         |  |
| Молодой правонарушитель, арестованный за попытку кражи, рассказывает Лилли Раш новые подробности убийства своей матери, которое произошло в 1989 году и осталось нераскрытым. Ему тогда было всего 3 года, но его показания сдвигают дело с мёртвой точки. |                                                                         |                   |                            |                  |               |  |
| |                                                                         |                   |                            |                  |               |  |
| 22 (22x01) | «План» (англ. The Plan)                                                 | Агнешка Холланд   | Вина Суд                   | 2 мая 2004       | 14.39         |  |
| В 1999 году тренер по плаванию Нэш Кавано утонул в бассейне, тогда смерть была признана несчастным случаем. Однако спустя много лет команда Стиллмана получает неподтверждённые данные о том, что тренер был убит, и начинается новое расследование. Дело приобретает неожиданный оборот, когда всплывают данные о педофилии убитого.                                          |                                                                         |                   |                            |                  |               |  |
| |                                                                         |                   |                            |                  |               |  |
| 23 (23x01) | «Аллея влюбленных» (англ. Lover's Lane)                                 | Нельсон МакКормик | Мередит Стим               | 23 мая 2004      | 14.53         |  |
| В 1986 году девушка-подросток была изнасилована и убита, а её бойфренд жестоко избит. За эти преступления был осуждён местный бродяга, но спустя 18 лет ДНК-экспертиза доказала его невиновность. Теперь команде Стиллмана предстоит найти настоящего убийцу. |                                                                         |                   |                            |                  |               |  |
| |                                                                         |                   |                            |                  |               |  |

### Второй сезон (2004—2005)
| Номер | Название                                        | Режиссёр          | Сценарий                     | Дата премьеры   | Зрители в США |  |
| --- | ----------------------------------------------- | ----------------- | ---------------------------- | --------------- | ------------- |  |
| 24 (1x02) | «Дурной район» (англ. The Badlands)             | Тим Мэтисон       | Крис Мунди                   | 3 октября 2004  | 15.03         |  |
| Год назад Лилли хотела начать расследование тройного убийства, однако отложила его из-за новых подвижек в деле Джилл Шелби. За это время был арестован подозреваемый в тройном убийстве, и всё шло к его осуждению, но суд оправдывает его. Теперь детективам нужно заново расследовать дело. |                                                 |                   |                              |                 |               |  |
| |                                                 |                   |                              |                 |               |  |
| 25 (2x02) | «Девушки фабричные» (англ. Factory Girls)       | Дэвид фон Анкен   | Мередит Стим и Стэйси Кравиц | 10 октября 2004 | 15.50         |  |
| Лилли начинает расследование произошедшей в 1943 году странной смерти фабричной работницы. Тогда эта смерть была признана несчастным случаем, но сейчас у команды Стиллмана есть основания полагать что речь идёт об убийстве. |                                                 |                   |                              |                 |               |  |
| |                                                 |                   |                              |                 |               |  |
| 26 (3x02) | «Даниэла» (англ. Daniela)                       | Дэвид Баррет      | Вина Суд                     | 17 октября 2004 | 15.68         |  |
| Жена, обиженная на своего мужа, отдаёт Лилли киноплёнку, где её супруг истязает молодую женщину. Команда Стиллмана заново открывает дело об убийстве неизвестной девушки, чья окровавленная одежда была найдена в 1979 году, но сам труп обнаружен не был. |                                                 |                   |                              |                 |               |  |
| |                                                 |                   |                              |                 |               |  |
| 27 (4x02) | «Дом» (англ. The House)                         | Алекс Закржевский | Шон Уайтселл                 | 24 октября 2004 | 15.38         |  |
| Лилли и её коллеги обследуют кости убитого мужчины, которые нашли в старом подземном ходе, прорытом из тюремной камеры. Однако странность заключается в том, что согласно документам он был убит в 1968 году в стенах тюрьмы, и его тело было кремировано. В чём же дело? |                                                 |                   |                              |                 |               |  |
| |                                                 |                   |                              |                 |               |  |
| 28 (5x02) | «Кто твой папа?» (англ. Who's Your Daddy?)      | Грег Яйтанс       | Тайлер Бенсингер             | 31 октября 2004 | 16.20         |  |
| Лилли и её коллеги открывают дело об убийстве молодых супругов, нелегальных мигрантов из Камбоджи, которых застрелили в 1981 году. Дочь убитых обнаружила на одном из интернет-аукционов пропавший браслет своей матери, а значит в деле появилась новая ниточка. |                                                 |                   |                              |                 |               |  |
| |                                                 |                   |                              |                 |               |  |
| 29 (6x02) | «Пробуждение» (англ. The Sleepover)             | Эмилио Эстевес    | Лиз В. Гарсиа                | 7 ноября 2004   | 17.66         |  |
| В 1990 году убийство девочки, чьё тело было исписано странными знаками осталось нераскрытым. Спустя 14 лет Раш и её коллеги расследуют убийство девушки, чьё тело исписано точно такими же знаками. Теперь команде Стиллмана надо установить, причастен ли к обоим убийствам один человек, и если да, то почему он так долго не совершал преступлений.                                                              |                                                 |                   |                              |                 |               |  |
| |                                                 |                   |                              |                 |               |  |
| 30 (7x02) | «Люди дождя» (англ. It's Raining Men)           | Пол Холахан       | Жан Оксенберг                | 14 ноября 2004  | 18.43         |  |
| Гомосексуалист Арти Руссо просит детектива Раш возобновить дело об убийстве его любовника, которое в 1983 году осталось нераскрытым. Детективам придётся погрузиться в непростой мир гомосексуальных и гомофобных отношений. |                                                 |                   |                              |                 |               |  |
| |                                                 |                   |                              |                 |               |  |
| 31 (8x02) | «Красная заря» (англ. Red Glare)                | Тим Мэтисон       | Джей Битти и Дэн Дворкин     | 21 ноября 2004  | 15.58         |  |
| Лилли в гневе из-за того что Кристина пришла к ней на работу. К Стиллману обращается мужчина, чей отец, работавший школьным учителем, был убит в 1953 году, а убийство не было раскрыто. |                                                 |                   |                              |                 |               |  |
| |                                                 |                   |                              |                 |               |  |
| 32 (9x02) | «Охотники за разумом» (англ. Mind Hunters)      | Кевин Брэй        | Вина Суд                     | 28 ноября 2004  | 17.51         |  |
| Лилли и её коллеги находят скелет обезглавленной женщины, которая пропала без вести в 1981 году. В скором времени на том же месте обнаруживаются ещё 8 обезглавленных скелетов, а значит речь идёт о серийном убийце. Подозреваемого Джорджа Маркса арестовывают, но дело приобретает неожиданный оборот, так как предполагаемый убийца знает тайну Лилли.                                                          |                                                 |                   |                              |                 |               |  |
| |                                                 |                   |                              |                 |               |  |
| 33 (10x02) | «Благоразумие» (англ. Discretion)               | Джеймс Уитмор мл. | Генри Роблес                 | 19 декабря 2004 | 14.81         |  |
| К Лилли и её коллегам за помощью обращается молодая женщина. Она просит детективов возобновить расследование убийства её мужа, амбициозного помощника окружного прокурора, которого зарезали в 2000 году, а дело осталось нераскрытым. |                                                 |                   |                              |                 |               |  |
| |                                                 |                   |                              |                 |               |  |
| 34 (11x02) | «Потерянное поколение» (англ. Blank Generation) | Дэвид Баррет      | Крис Мунди                   | 9 января 2005   | 15.57         |  |
| В 1978 году смерть 20-летнего Мэтью Адамса была признана самоубийством. Однако Спустя спустя 27 лет сестра Мэтью приходит к Лилли, так как считает что смерть её брата была убийством и просит возобновить дело. Скотт тяжело переживает гибель своей возлюбленной Элизы, лейтенант Стиллман пытается ему помочь.                                                                                                   |                                                 |                   |                              |                 |               |  |
| |                                                 |                   |                              |                 |               |  |
| 35 (12x02) | «Эй, Эдриан» (англ. Yo, Adrian)                 | Джеймс Уитмор мл. | Шон Уайтселл                 | 16 января 2005  | 15.67         |  |
| Лилли с коллегами возобновляет дело о смерти Джерри Стоуна, боксёра, который умер прямо на ринге в 1976 году. Рефери, судивший этот бой, прямо на смертном одре говорит Лилли, что смерть боксёра была подстроена, но не успевает рассказать кем. Скотт просит лейтенанта Стиллмана вернуть его к работе, но тот ему отказывает.                                                                                    |                                                 |                   |                              |                 |               |  |
| |                                                 |                   |                              |                 |               |  |
| 36 (13x02) | «Время убивать» (англ. Time to Crime)           | Тим Хантер        | Тайлер Бенсингер             | 30 января 2005  | 16.69         |  |
| В 1987 году неизвестный человек обстрелял людей на игровой площадке, в результате чего погибла 6-летняя девочка. Дело не было раскрыто, но спустя много лет удаётся отследить оружие из которого была убита эта девочка, а значит у команды Стиллмана появляется шанс поймать убийцу. |                                                 |                   |                              |                 |               |  |
| |                                                 |                   |                              |                 |               |  |
| 37 (14x02) | «Революция» (англ. Revolution)                  | Алекс Закржевский | Лиз В. Гарсиа                | 20 февраля 2005 | 15.41         |  |
| Лилли арестовывает мужчину, который обвинялся в совершённом в 1969 году убийстве девушки. Подозреваемый в этом убийстве 36 лет жил в Канаде, но приехал в Филадельфию в связи со смертью своего отца. Расследование этого убийства приводит детективов к новым версиям. |                                                 |                   |                              |                 |               |  |
| |                                                 |                   |                              |                 |               |  |
| 38 (15x02) | «Желания» (англ. Wishing)                       | Эмилио Эстевес    | Карин Левински               | 6 марта 2005    | 15.77         |  |
| Команда Стиллмана возобновляет расследование дела о смерти подростка Колина Миллера, который в 1993 году погиб под колёсами поезда. Тогда его смерть была признана несчастным случаем, но сейчас есть повод говорить об убийстве, так как уже третий год кто-то оставляет на могиле Колина странные рисунки. Лилли в обиде на Скотта, за его роман с Кристиной, между напарниками происходит конфликт.              |                                                 |                   |                              |                 |               |  |
| |                                                 |                   |                              |                 |               |  |
| 39 (16x02) | «Месть» (англ. Revenge)                         | Дэвид фон Анкен   | Джей Битти                   | 13 марта 2005   | 16.61         |  |
| Священник рассказывает лейтенанту Стиллману о том, что один из его прихожан, который был убит на прошлой неделе, признался на исповеди в том, что в 1998 году участвовал в похищении и убийстве маленького мальчика. Теперь детективы возобновляют дело об этом убийстве, которое в прошлом осталось нераскрытым.                                                                                                   |                                                 |                   |                              |                 |               |  |
| |                                                 |                   |                              |                 |               |  |
| 40 (17x02) | «Зависть» (англ. Schadenfreude)                 | Тим Мэтисон       | Джина Джионфриддо            | 20 марта 2005   | 17.29         |  |
| В 1982 году хирург Стивен Чейз был осуждён за убийство своей жены, хотя он и отрицал свою вину. Прошло 23 года, детектив Лилли и её коллеги находят кольцо убитой женщины на пальце умершей наркоманки. Теперь всё больше улик говорят о невиновности Стивена Чейза. |                                                 |                   |                              |                 |               |  |
| |                                                 |                   |                              |                 |               |  |
| 41 (18x02) | «Уничтоженная» (англ. Ravaged)                  | Джеймс Уитмор мл. | Мередит Стим                 | 27 марта 2005   | 13.24         |  |
| Мэгги, женщина, в которую Ник Вера был влюблён в молодости, просит Лилли о помощи. Когда-то, в 1995 году, её сестра погибла от переохлаждения на улице, но сейчас есть основания предполагать что речь идёт об убийстве. Нику и Мэгги предстоит сделать непростой выбор относительно их будущего. Расследование приводит Лилли к неприятным результатам.                                                            |                                                 |                   |                              |                 |               |  |
| |                                                 |                   |                              |                 |               |  |
| 42 (19x02) | «Странный фрукт» (англ. Strange Fruit)          | Пэрис Барклай     | Вина Суд                     | 3 апреля 2005   | 14.84         |  |
| Лилли с коллегами возобновляет дело об убийстве чернокожего парня Зика Уильямса. Это убийство произошло в 1963 году, Уилл Джеффрис тогда был ребёнком, и именно он был одним из первых кто обнаружил труп Зика. Десятилетиями это дело оставалось нераскрытым, но спустя 42 года у детективов появляется новая возможность раскрыть его.                                                                            |                                                 |                   |                              |                 |               |  |
| |                                                 |                   |                              |                 |               |  |
| 43 (20x02) | «Кенсингтон» (англ. Kensington)                 | Билл Иглз         | Шон Уайтселл                 | 24 апреля 2005  | 16.74         |  |
| Лилли встречается с молодым заключённым, который осуждён за убийство своей бабушки. Он тайно влюблён в Лилли. Молодой человек рассказывает Лилли новые подробности нераскрытого убийства своего дяди, которые он случайно узнал от другого заключённого. Команда Стиллмана возобновляет дело об убийстве 1985 года. Приехавший из Нью-Йорка полицейский детектив разыскивает Кристину по обвинению в мошенничестве. |                                                 |                   |                              |                 |               |  |
| |                                                 |                   |                              |                 |               |  |
| 44 (21x02) | «Ночные твари» (англ. Creatures of the Night)   | Алекс Закржевский | Тайлер Бенсингер             | 1 мая 2005      | 16.28         |  |
| Серийный убийца из Трентона, Энтони Рой, отсидевший 25 лет готовиться выйти на свободу. Есть предположение что Рой может быть причастен к убийству ночного портье из Филадельфии в 1977 году. Теперь команда Стиллмана должна как можно скорее доказать его вину, пока маньяк не оказался на свободе и снова не стал убивать.                                                                                       |                                                 |                   |                              |                 |               |  |
| |                                                 |                   |                              |                 |               |  |
| 45 (22x02) | «Лучшие подруги» (англ. Best Friends)           | Марк Пеллингтон   | Лиз В. Гарсиа                | 8 мая 2005      | 14.77         |  |
| Из реки Дэлавер вытаскивают старую машину изрешечённую пулями, в которой лежат человеческие кости. Команда Стиллмана начинает расследование предполагаемого убийства, которое произошло в 1932 году и было связано с бутлегерством. |                                                 |                   |                              |                 |               |  |
| |                                                 |                   |                              |                 |               |  |
| 46 (23x02) | «Деревья» (англ. The Woods)                     | Нельсон МакКормик | Вина Суд                     | 22 мая 2005     | 14.60         |  |
| Скотт просит прощения у Лилли за отношения с Кристиной. Обнаружение 9 закопанных человеческих черепов вновь приводят детективов к Джорджу Марксу. Также детективы отрывают дело матери Джорджа, которая была застрелена в 1972 году, а убийца не был найден. Неосторожность Лилли приводит к тому, что она попадает в ловушку маньяка.                                                                              |                                                 |                   |                              |                 |               |  |
| |                                                 |                   |                              |                 |               |  |

### Третий сезон (2005—2006)
| Номер | Название                                                                  | Режиссёр          | Сценарий                                      | Дата премьеры    | Зрители в США |  |
| --- | ------------------------------------------------------------------------- | ----------------- | --------------------------------------------- | ---------------- | ------------- |  |
| 47 (1x03) | «Семья» (англ. Family)                                                    | Марк Пеллингтон   | Мередит Стим                                  | 25 сентября 2005 | 13.68         |  |
| Лилли с коллегами возобновляют расследование убийства молодого мужчины, которое произошло в 1988 году. В отдел устраивается работать детектив Джози Саттон, дочь погибшего полицейского. Ник рассказывает коллегам о сексуальном скандале, который имел место в прошлом Джози. |                                                                           |                   |                                               |                  |               |  |
| |                                                                           |                   |                                               |                  |               |  |
| 48 (2x03) | «Обещание» (англ. The Promise)                                            | Пэрис Барклай     | Вина Суд                                      | 2 октября 2005   | 16.67         |  |
| В 2004 году студентка погибла в результате пожара, который произошёл во время праздничной вечеринки. Некоторое время считалось, что это был несчастный случай, но отец погибшей убеждает Лилли в том, что это было убийство и добивается нового расследования. |                                                                           |                   |                                               |                  |               |  |
| |                                                                           |                   |                                               |                  |               |  |
| 49 (3x03) | «Дурная ночь» (англ. Bad Night)                                           | Кевин Брэй        | Андреа Ньюман                                 | 9 октября 2005   | 15.88         |  |
| Студент Ангус Бистром был убит в октябре 1978 года, а его убийство осталось нераскрытым. Долгое время считалось что убийство было совершено под влиянием известного фильма ужасов. Однако спустя много лет мать убитого парня убеждает Лилли в том, что у преступления были другие мотивы. Расследование этого убийства напоминают детективу Джеффрису о трагическом ДТП в котором погибла его жена, а виновник так и не был найден. |                                                                           |                   |                                               |                  |               |  |
| |                                                                           |                   |                                               |                  |               |  |
| 50 (4x03) | «Цвета» (англ. Colors)                                                    | Пэрис Барклай     | Шон Уайтселл                                  | 16 октября 2005  | 14.15         |  |
| Детектив Джеффрис решает возобновить расследование убийства бейсболиста Клайда Тейлора, который был убит в 1945 году, а дело так и не было раскрыто. В расследовании Джеффрису помогает его маленький племянник. |                                                                           |                   |                                               |                  |               |  |
| |                                                                           |                   |                                               |                  |               |  |
| 51 (5x03) | «Содеявший» (англ. Committed)                                             | Алекс Закржевский | Лиз В. Гарсиа                                 | 23 октября 2005  | 14.95         |  |
| Молодая женщина была убита в декабре 1954 года. Десятки лет и жертва, и убийца оставались неизвестными. Однако команде Стиллмана неожиданно удаётся идентифицировать погибшую женщину и расследование возобновляется. Скотт пытается сблизиться с Джози, но она уходит из отдела навсегда. |                                                                           |                   |                                               |                  |               |  |
| |                                                                           |                   |                                               |                  |               |  |
| 52 (6x03) | «Спасая Патрика Бабли» (англ. Saving Patrick Bubley)                      | Маркос Сига       | Тайлер Бенсингер и Карин Левински             | 6 ноября 2005    | 16.62         |  |
| Лилли с коллегами расследует убийство трёх бандитов, которое произошло в результате уличной перестрелки. Расследование этих преступлений приводит детективов к серии убийств, которые произошли между 1999 и 2005 годом. |                                                                           |                   |                                               |                  |               |  |
| |                                                                           |                   |                                               |                  |               |  |
| 53 (7x03) | «Старт» (англ. Start-Up)                                                  | Джеймс Уитмор мл. | Карин Левински                                | 13 ноября 2005   | 17.42         |  |
| Молодая женщина Эми Линд умерла в 1999 году, и долгое время считалось что её смерть была естественной. Однако спустя 16 лет команда Стиллмана получает информацию о том, что смерть Линд произошла в результате умышленного отравления. Скотт вынужден вновь исследовать обстоятельства гибели Элизы. |                                                                           |                   |                                               |                  |               |  |
| |                                                                           |                   |                                               |                  |               |  |
| 54 (8x03) | «Честь» (англ. Honor)                                                     | Пэрис Барклай     | Крэйг Турк                                    | 20 ноября 2005   | 17.08         |  |
| Герой Вьетнамской войны Карл Бёртон вернулся домой после заключения в Ханой Хилтоне, но спустя 7 месяцев был убит рядом с собственным домом. Много лет это дело оставалось нераскрытым, но в 2005 году детектив Кэт Миллер из наркоотдела находит новые улики. Лилли с коллегами возобновляет расследование, лейтенант Стиллман относится к делу пристрастно.                                                                        |                                                                           |                   |                                               |                  |               |  |
| |                                                                           |                   |                                               |                  |               |  |
| 55 (9x03) | «Прекрасный день» (англ. A Perfect Day)                                   | Роксанн Доусон    | Вина Суд                                      | 27 ноября 2005   | 19.36         |  |
| На берегу реки найден скелет маленькой девочки. Установлено, что перед смертью её жестоко избивали. Расследование приводит детектива Раш к 4-летней Вивиан Малвани, которая пропала без вести в 1965 году. Лейтенант Стиллман предлагает Кэт Миллер перейти на работу в убойный отдел. |                                                                           |                   |                                               |                  |               |  |
| |                                                                           |                   |                                               |                  |               |  |
| 56 (10x03) | «Лучшие побуждения Фрэнка» (англ. Frank's Best)                           | Майкл Шульц       | Андреа Ньюман                                 | 18 декабря 2005  | 15.22         |  |
| Нелегальный эмигрант из Сальвадора Рикардо Муньос был осуждён за ограбление и убийство своего начальника в 2001 году. Спустя 4 года брат осуждённого просит Лилли и Скотта заново открыть дело, так как у него есть доказательства невиновности Рикардо. Скотт погружается в особенности жизни родной ему латиноамериканской диаспоры. Кто-то оставляет коляску с грудным ребёнком у входа в полицию.                                |                                                                           |                   |                                               |                  |               |  |
| |                                                                           |                   |                                               |                  |               |  |
| 57 (11x03) | «8 лет» (англ. 8 Years)                                                   | Марк Пеллингтон   | Мередит Стим                                  | 8 января 2006    | 15.95         |  |
| Лилли возобновляет расследование убийства молодого мужчины, которое произошло в 1988 году. Ник и Скотт находят женщину, которая была свидетельницей этого убийства, но скрывалась от дачи показаний 18 лет. Бывшая жена лейтенанта Стиллмана просит его принять участие в расследовании ограбления её дома. |                                                                           |                   |                                               |                  |               |  |
| |                                                                           |                   |                                               |                  |               |  |
| 58 (12x03) | «Наказание» (англ. Detention)                                             | Джессика Ландау   | Лиз В. Гарсиа                                 | 15 января 2006   | 14.60         |  |
| Школьник Тревор Доусон погиб в 1994 году и долгое время считалось что это самоубийство из-за смерти Курта Кобейна. На это указывала предсмертная записка Тревора. Однако спустя 11 лет Лилли получает вторую половинку той предсмертной записки, и теперь всё указывает на то, что это было убийство. |                                                                           |                   |                                               |                  |               |  |
| |                                                                           |                   |                                               |                  |               |  |
| 59 (13x03) | «Дебют» (англ. Debut)                                                     | Тим Хантер        | Карин Левински и Кейт Парди                   | 29 января 2006   | 16.50         |  |
| Торговец картинами Трэвис Уитман арестован по обвинению в убийстве своей жены, сам он утверждает, что это был несчастный случай. В отдел убийств приходит молодая женщина и рассказывает Лилли о том, что её дочь погибла при схожих обстоятельствах в 1968 году, а её бойфрендом был тот же Уитман. Но связаны ли эти случаи? |                                                                           |                   |                                               |                  |               |  |
| |                                                                           |                   |                                               |                  |               |  |
| 60 (14x03) | «Полуденная скука» (англ. Dog Day Afternoons)                             | Крэйг Росс мл.    | Шон Уайтселл                                  | 26 февраля 2006  | 14.56         |  |
| В 2000 году Вера и Джеффрис расследовали ограбление банка и убийство молодой кассирши. Дело оставалось нераскрытым 6 лет, но в 2006 году тот же самый банк был ограблен снова, причём всё указывает на то, что к обоим ограблениям причастна одна и та же банда. |                                                                           |                   |                                               |                  |               |  |
| |                                                                           |                   |                                               |                  |               |  |
| 61 (15x03) | «Убежище» (англ. Sanctuary)                                               | Алекс Закржевский | Стив Шарлет                                   | 12 марта 2006    | 15.05         |  |
| Наркоторговец, которого разыскивали с 1998 года по подозрению в убийстве курьера Анны Кастильо наконец-то арестован. Однако новое расследование приводит Лилли и её коллег к другим результатам. Скотт чувствует вину за смерть Анны, Ник пытается его подбодрить. |                                                                           |                   |                                               |                  |               |  |
| |                                                                           |                   |                                               |                  |               |  |
| 62 (16x03) | «Одна ночь» (англ. One Night)                                             | Николь Кэссел     | Вина Суд                                      | 19 марта 2006    | 14.62         |  |
| В отдел убийств приходит мужчина, который признаётся Лилли в том, что в 1980 году заживо похоронил 17-летнего мальчика. Теперь детективам нужно поторопиться, так как убийца закопал ещё одного мальчика, но его ещё можно спасти. |                                                                           |                   |                                               |                  |               |  |
| |                                                                           |                   |                                               |                  |               |  |
| 63 (17x03) | «Суперзвезда» (англ. Superstar)                                           | Билл Иглз         | Фиона Фуллертон, Крэйг О’Нил и Джейсон Трейси | 26 марта 2006    | Н/д           |  |
| Набирающая популярность теннисистка Энди Симмонс была задушена в октябре 1973 года, а её убийца не был найден. Спустя 33 года сестра погибшей теннисистки приносит в полицию новые улики, и команда Стиллмана возобновляет расследование. Ник понимает, что его брак развалился, и ему приходится жить в мотеле. |                                                                           |                   |                                               |                  |               |  |
| |                                                                           |                   |                                               |                  |               |  |
| 64 (18x03) | «Добро пожаловать» (англ. Willkommen)                                     | Пэрис Барклай     | Андреа Ньюман                                 | 2 апреля 2006    | 12.27         |  |
| В 2002 году таксист и непрофессиональный актёр Деннис Хофферман был застрелен на улице, его бумажник пропал. Дело оставалось нераскрытым, главным мотивом считалось ограбление. Однако спустя 4 года новая улика приводит Лилли к совершенно иному мотиву убийства. |                                                                           |                   |                                               |                  |               |  |
| |                                                                           |                   |                                               |                  |               |  |
| 65 (19x03) | «Милая маленькая дурочка» (англ. Beautiful Little Fool)                   | Кевин Брэй        | Лиз В. Гарсиа                                 | 9 апреля 2006    | Н/д           |  |
| Лилли встречается со своей матерью. Та сообщает ей, что выходит замуж и хочет, чтобы Лилли была свидетелем на её свадьбе. В убойный отдел приходит молодая женщина, которая просит детективов заново открыть дело об убийстве её прабабушки, которое произошло в 1929 году и осталось нераскрытым. |                                                                           |                   |                                               |                  |               |  |
| |                                                                           |                   |                                               |                  |               |  |
| 66 (20x03) | «Смертная казнь: последняя апелляция» (англ. Death Penalty: Final Appeal) | Алекс Закржевский | Шон Уайтселл                                  | 16 апреля 2006   | Н/д           |  |
| В 1994 году грузчик Андре Тиббс был приговорён к смертной казни за изнасилование и убийство девочки, его дело вёл детектив Джоу Норман. В 2006 году вскрывается противозаконная деятельность детектива Нормана, и Тиббс просит детектива Джеффриса заново открыть его дело, так как утверждает, что был невиновен. Проблема в том, что через 3 дня Тиббса должны казнить.                                                            |                                                                           |                   |                                               |                  |               |  |
| |                                                                           |                   |                                               |                  |               |  |
| 67 (21x03) | «Курятник» (англ. The Hen House)                                          | Дэвид фон Анкен   | Крэйг Турк                                    | 30 апреля 2006   | 14.10         |  |
| Детектива Джеффриса понижают в звании, он тяжело это переживает. Лилли с коллегами возобновляет расследование дела о нераскрытом убийстве журналистки Ло Кинни, которое произошло в 1945 году. |                                                                           |                   |                                               |                  |               |  |
| |                                                                           |                   |                                               |                  |               |  |
| 68 (22x03) | «Река» (англ. The River)                                                  | Крэйг Росс мл.    | Лиз В. Гарсиа                                 | 7 мая 2006       | 14.61         |  |
| Преуспевающий врач Грант Боуэн был застрелен в 1984 году. За это убийство был осуждён местный бродяга. Однако спустя 22 года появляется свидетель. Он рассказывает детективам новые подробности, которые свидетельствуют о невиновности осуждённого. Стиллман пробует восстановить Джеффриса в должности. На детской площадке, где играет дочь Кэт, появляется педофил.                                                              |                                                                           |                   |                                               |                  |               |  |
| |                                                                           |                   |                                               |                  |               |  |
| 69 (23x03) | «Джозеф» (англ. Joseph)                                                   | Роксанн Доусон    | Лиз В. Гарсиа и Андреа Ньюман                 | 21 мая 2006      | 13.09         |  |
| У Лилли и её коллег появляются новые улики, которые проливают свет на два нераскрытых убийства, произошедшие в 2005 году, в реабилитационном центре для наркозависимых подростков. Влюблённость мешает Лилли вести дело объективно. |                                                                           |                   |                                               |                  |               |  |
| |                                                                           |                   |                                               |                  |               |  |

### Четвёртый сезон (2006—2007)
| Номер | Название                                         | Режиссёр          | Сценарий              | Дата премьеры    | Зрители в США |  |
| --- | ------------------------------------------------ | ----------------- | --------------------- | ---------------- | ------------- |  |
| 70 (1x04) | «Буйство» (англ. Rampage)                        | Марк Пеллингтон   | Вина Суд              | 24 сентября 2006 | 16.27         |  |
| В 1995 году в одном из торговых Филадельфии центров произошло страшное массовое убийство. Двое подростков расстреляли 15 человек, а потом покончили с собой. Спустя 20 лет у Лилли и её коллег появляются улики, которые указывают на то, что у убийц был третий соучастник. |                                                  |                   |                       |                  |               |  |
| |                                                  |                   |                       |                  |               |  |
| 71 (2x04) | «Война на пороге» (англ. The War at Home)        | Алекс Закржевский | Саманта Ховард Корбин | 1 октября 2006   | 14.43         |  |
| Обнаружен протез руки, который принадлежал Дане Тейлор, ветерану Иракской войны. Она получила инвалидность на войне, вернулась домой в 2004 году, и в том же году пропала без вести. Теперь команде Стиллмана предстоит расследовать убийство. |                                                  |                   |                       |                  |               |  |
| |                                                  |                   |                       |                  |               |  |
| 72 (3x04) | «Кессонщики» (англ. Sandhogs)                    | Дэвид фон Анкен   | Грег Плэджман         | 8 октября 2006   | 13.72         |  |
| Во время строительных работ в старом тоннеле находят кости кессонщика, который пропал без вести в 1948 году. Это было умышленное убийство и команда Стиллмана начинает его расследование. Лилли наслаждается своими романтическими отношениями с Джозефом. Детективы вспоминают своего коллегу Джо Вашингтона, который был убит в 1973 году.                                                                        |                                                  |                   |                       |                  |               |  |
| |                                                  |                   |                       |                  |               |  |
| 73 (4x04) | «Детский блюз» (англ. Baby Blues)                | Дэвид Баррет      | Лиз В. Гарсиа         | 15 октября 2006  | 13.97         |  |
| Грудная девочка внезапно умерла в 1982 году, и тогда её смерть не вызывала никаких подозрений. Однако перепроверка в 2006 году показывает, что возможно речь идёт об убийстве. Команде Стиллмана предстоит очень непростое расследование. |                                                  |                   |                       |                  |               |  |
| |                                                  |                   |                       |                  |               |  |
| 74 (5x04) | «Спасая Сэмми» (англ. Saving Sammy)              | Пэрис Барклай     | Тайлер Бенсингер      | 22 октября 2006  | 14.81         |  |
| В 2003 году супружеская пара была расстреляна в собственной машине. Это убийство оставалось нераскрытым, но возлюбленный Лилли, Джозеф, даёт детективам новые зацепки. В возобновлённом расследовании у детективов появляется новый свидетель — малолетний сын убитой пары, мальчик, страдающий аутизмом. |                                                  |                   |                       |                  |               |  |
| |                                                  |                   |                       |                  |               |  |
| 75 (6x04) | «Статик» (англ. Static)                          | Кевин Брэй        | Гэвин Харрис          | 29 октября 2006  | Н/д           |  |
| В 1958 году известный радиоведущий Джонни Хокинс был найден мёртвым с пистолетом в руке, и более 40 лет это смерть считалась самоубийством. Однако при помощи современных технологий эксперты устанавливают факт убийства, и детективы начинают новое расследование. Скотт просит своего брата дать показания против опасного педофила.                                                                             |                                                  |                   |                       |                  |               |  |
| |                                                  |                   |                       |                  |               |  |
| 76 (7x04) | «Ключ» (англ. The Key)                           | Дэвид Баррет      | Дженнифер Джонсон     | 5 ноября 2006    | 13.96         |  |
| В 1979 году дело об убийстве учительницы Либби Бредли вёл ещё молодой детектив Джеффрис. Прямо на месте преступления он дал обещание дочери убитой, что раскроет это дело, но не смог этого сделать. Однако спустя 27 лет у детективов появляются новые улики, которые могут помочь изобличить убийцу. Скотту и его брату приходится пересмотреть свои взгляды на страшное событие, которое произошло в их детстве. |                                                  |                   |                       |                  |               |  |
| |                                                  |                   |                       |                  |               |  |
| 77 (8x04) | «Светляки» (англ. Fireflies)                     | Маркос Сига       | Эрика Шелтон          | 12 ноября 2006   | 14.77         |  |
| В 1975 году 8-летняя девочка Мелони Кэмпбеллс пропала без вести. Подозреваемыми по этому делу были родители девочки и старший брат её лучшей подруги. О её судьбе ничего не было известно, однако спустя 31 год после исчезновения команде Стиллмана достаются новые улики, которые проливают свет на это дело. |                                                  |                   |                       |                  |               |  |
| |                                                  |                   |                       |                  |               |  |
| 78 (9x04) | «Одинокие сердца» (англ. Lonely Hearts)          | Джон Питерс       | Лиз В. Гарсиа         | 19 ноября 2006   | 14.53         |  |
| В 1989 году была убита молодая женщина Марта Пак, её убийство осталось нераскрытым. Спустя 17 лет в квартире мошенника, покончившего с собой, находят улики, которые выводят команду Стиллмана на новых подозреваемых в этом убийстве. |                                                  |                   |                       |                  |               |  |
| |                                                  |                   |                       |                  |               |  |
| 79 (10x04) | «Полицейский навеки» (англ. Forever Blue)        | Жанно Шварц       | Том Петти             | 3 декабря 2006   | 14.11         |  |
| Молодой полицейский Шон Купер был застрелен в 1968 году, его убийство осталось нераскрытым. Спустя 38 лет смертельно больной заключённый рассказывает Лилли и Стиллману новые подробности этого убийства. Ник крадёт баскетбольный мяч у своего соседа. |                                                  |                   |                       |                  |               |  |
| |                                                  |                   |                       |                  |               |  |
| 80 (11x04) | «Красный и синий» (англ. The Red and the Blue)   | Стив Бойум        | Мередит Стим          | 1 декабря 2006   | Н/д           |  |
| Бывший напарник Джеффриса, Гаррет, просит Лилли и её коллег возобновить дело об убийстве певца кантри Трука Шуга, который был застрелен в 2000 году. Тогда оно осталось нераскрытым, но недавно был обнаружен пистолет из которого певец был застрелен, а значит в деле появилась новая ниточка. |                                                  |                   |                       |                  |               |  |
| |                                                  |                   |                       |                  |               |  |
| 81 (12x04) | «Бой без правил» (англ. Knuckle Up)              | Дэвид Баррет      | Грег Плэджман         | 7 января 2007    | 14.12         |  |
| Лилли с коллегами возобновляют расследование дела о пропавшем без вести в 2005 году молодом абитуриенте Джеймсе Хоффмане, после того, как его сестра приносит в полицию новые улики. В скором времени разложивший труп будет найден в бочке. Ник впервые за долгое время идёт на свидание. |                                                  |                   |                       |                  |               |  |
| |                                                  |                   |                       |                  |               |  |
| 82 (13x04) | «Затмение» (англ. Blackout)                      | Сет Манн          | Тайлер Бенсингер      | 14 января 2007   | 14.53         |  |
| В 1996 году мать богатого семейства Уильямсон погибла при странных обстоятельствах. Много лет её смерть считалась несчастным случаем, но спустя десятилетие появились новые улики, указывающие на то, что это было убийство. Команда Стиллмана погружается в жизнь этой семьи, хранящей много мрачных тайн. |                                                  |                   |                       |                  |               |  |
| |                                                  |                   |                       |                  |               |  |
| 83 (14x04) | «8:03 утра» (англ. 8:03 AM)                      | Алекс Закржевский | Вина Суд              | 28 января 2007   | 15.13         |  |
| В 2002 году в один день были убиты двое подростков, один из них умер на руках Кэт. На протяжении 5 лет это дело не давало покоя Кэт, так как не было раскрыто. В пятую годовщину убийства подростков Кэт твёрдо намеревается раскрыть это преступление. Команда Стиллмана вновь погружаются в жестокий мир наркоторговцев.                                                                                          |                                                  |                   |                       |                  |               |  |
| |                                                  |                   |                       |                  |               |  |
| 84 (15x04) | «Кровь на пути» (англ. Blood on the Tracks)      | Кевин Брэй        | Гэвин Харрис          | 18 февраля 2007  | 11.60         |  |
| При ремонте старого дома строители находят остатки самодельной бомбы, имитирующей взрыв от утечки газа. В 1981 году в этом произошёл мощный взрыв в результате которого погибла молодая супружеская пара. Тогда эта смерть была признана несчастным случаем, но теперь Лилли и её коллегам предстоит заново расследовать убийство. Стиллман помогает своей дочери, переживающей тяжёлый развод с мужем.             |                                                  |                   |                       |                  |               |  |
| |                                                  |                   |                       |                  |               |  |
| 85 (16x04) | «Комната для прощаний» (англ. The Good-Bye Room) | Холли Дэйл        | Дженнифер Джонсон     | 4 марта 2007     | 13.13         |  |
| В отдел убийств приходит молодая женщина Барбара, которая утверждает что она дочь девушки, которая была убита в 1964 году на следующий день после рождения Барбары. Убийство осталось нераскрытым, но Барбара просит Лилли заново открыть дело и ответить ей на вопросы, которые так долго её волновали. |                                                  |                   |                       |                  |               |  |
| |                                                  |                   |                       |                  |               |  |
| 86 (17x04) | «Танцкласс» (англ. Shuffle, Ball Change)         | Марк Пеллингтон   | Лиз В. Гарсиа         | 11 марта 2007    | 15.45         |  |
| Во время строительных работ обнаруживаются останки молодого мужчины, который умер от пулевых ранений и избиения. Выясняется что это кости подростка, который пропал в 1984 году, а его родители были уверены, что он сбежал из дома. У Стиллмана появляется очень хрупкий шанс помочь Джеффрису найти убийцу его жены.                                                                                              |                                                  |                   |                       |                  |               |  |
| |                                                  |                   |                       |                  |               |  |
| 87 (18x04) | «Доллар и мечта» (англ. A Dollar, a Dream)       | Крис Фишер        | Эрика Шелтон          | 18 марта 2007    | 15.09         |  |
| На дне озера находят машину, в которой лежат кости молодой женщины, умершего от пулевого ранения. Выясняется, что это была Марлен Бредфорд, молодая мать которая пропала без вести в 1999 году. Стиллман просит Джеффриса не преследовать убийцу своей жены. |                                                  |                   |                       |                  |               |  |
| |                                                  |                   |                       |                  |               |  |
| 88 (19x04) | «Правонарушитель» (англ. Offender)               | Дэвид Баррет      | Грег Плэджман         | 25 марта 2007    | 13.91         |  |
| В 1987 году Митч Хатауэй был осуждён за изнасилование и убийство собственного сына. Он отсидел 20 лет, а после освобождения начал убивать педофилов. Он звонит в отдел убийств, говорит Скотту, что был невиновен, и обещает, что будет убивать по педофилу в день, пока реальный убийца его сына не будет пойман. У детективов очень мало времени, чтобы остановить бойню.                                         |                                                  |                   |                       |                  |               |  |
| |                                                  |                   |                       |                  |               |  |
| 89 (20x04) | «Вставай и кричи» (англ. Stand Up and Holler)    | Джон Питерс       | Грег Плэджман         | 1 апреля 2007    | 13.23         |  |
| В 1997 году Рейни Карлсен готовилась стать черлидершой, но в скором времени умерла от передозировки наркотиков. Прошло 20 лет, мать Рейни обращается к Лилли с просьбой возобновить расследование, так как она получила анонимную записку с признанием в убийстве. |                                                  |                   |                       |                  |               |  |
| |                                                  |                   |                       |                  |               |  |
| 90 (21x04) | «Сопротивление» (англ. Torn)                     | Кевин Брэй        | Тайлер Бенсингер      | 8 апреля 2007    | 11.33         |  |
| В отдел убийств приходит молодая женщина, которая просит возобновить расследование убийства её двоюродной прапрабабушки. Команда Стиллмана возобновляет расследование убийства, которое произошло в 1919 году — самого старого дела в их практике. |                                                  |                   |                       |                  |               |  |
| |                                                  |                   |                       |                  |               |  |
| 91 (22x04) | «Груз» (англ. Cargo)                             | Энди Гарсиа       | Том Петти             | 15 апреля 2007   | 12.19         |  |
| ФБР объединяет свои усилия с командой Стиллмана, чтобы найти таинственного работорговца по прозвищу «Начальник». Улики указывают на то, что «Начальник» причастен к нераскрытому убийству грузчика, которое произошло в 2005 году. |                                                  |                   |                       |                  |               |  |
| |                                                  |                   |                       |                  |               |  |
| 92 (23x04) | «Хорошая смерть» (англ. The Good Death)          | Пэрис Барклай     | Гэвин Харрис          | 29 апреля 2007   | 12.14         |  |
| Медбрат признаётся в убийстве 6 тяжелобольных пациентов. Детективы проверяют его на причастность к странной смерти миллионера, который умер в больнице в 1998 году. Лилли умоляет свою мать перебороть свой алкоголизм. |                                                  |                   |                       |                  |               |  |
| |                                                  |                   |                       |                  |               |  |
| 93 (24x04) | «Сталкер» (англ. Stalker)                        | Алекс Закржевский | Вина Суд              | 6 мая 2007       | 13.70         |  |
| В 2006 году в Филадельфии произошло страшное преступление — отец семейства расстрелял свою жену, сына и дочь. Дочь выжила, но впала в кому. Год спустя она пришла в себя и рассказала Лилли, что их расстрелял некий «Ромео». Успешное расследование приводит к тому что Лилли, Ник, Джеффрис и Стиллман попадают в заложники к убийце.                                                                             |                                                  |                   |                       |                  |               |  |
| |                                                  |                   |                       |                  |               |  |

### Пятый сезон (2007—2008)
| Номер | Название                                          | Режиссёр          | Сценарий                        | Дата премьеры    | Зрители в США |  |
| --- | ------------------------------------------------- | ----------------- | ------------------------------- | ---------------- | ------------- |  |
| 94 (1x05) | «Страх убивает» (англ. Thrill Kill)               | Алекс Закржевский | Вина Суд                        | 23 сентября 2007 | 12.75         |  |
| В 1994 году трое маленьких мальчиков были зверски убиты, а за их убийство были осуждены два подростка. Спустя 12 лет появились новые улики, которые указывают на то, что подростки скорее всего были невиновны. Команда Стиллмана начинает новое расследование убийства мальчиков. Лилли возвращается в отдел убийств после лечения, хотя она и мучается от галлюцинаций.                                                                               |                                                   |                   |                                 |                  |               |  |
| |                                                   |                   |                                 |                  |               |  |
| 95 (2x05) | «Та женщина» (англ. That Woman)                   | Роксанн Доусон    | Лиз В. Гарсиа                   | 3 сентября 2007  | 13.70         |  |
| Детективы находят улику, которая может пролить свет на загадочное убийство 15-летней девочки в 1998 году, а дело так и не было раскрыто. Лилли всё ещё психически неуравновешенна и Стиллман винит себя за это. |                                                   |                   |                                 |                  |               |  |
| |                                                   |                   |                                 |                  |               |  |
| 96 (3x05) | «Бег по кругу» (англ. Running Around)             | Холли Дэйл        | Дженнифер Джонсон               | 7 октября 2007   | 13.02         |  |
| В отдел убийств приходит девушка, которая просит детективов найти её сестру, пропавшую без вести в 2006 году. Проверка по картотеке приводит Лилли к неопознанному трупу, обнаруженному год назад. Детективы погружаются в непростой мир местных амишей. |                                                   |                   |                                 |                  |               |  |
| |                                                   |                   |                                 |                  |               |  |
| 97 (4x05) | «Дьявольская музыка» (англ. Devil Music)          | Крис Фишер        | Кейт Парди                      | 14 октября 2007  | 13.88         |  |
| В отдел убийств приходит старик, который утверждает, что видел как в 1953 году на его глазах убили человека. Его показания дают команде Стиллмана возможность раскрыть убийство молодого певца, застреленного 54 года назад неизвестным. Скотти пытается выяснить, кто из коллег предал его. |                                                   |                   |                                 |                  |               |  |
| |                                                   |                   |                                 |                  |               |  |
| 98 (5x05) | «Мошенники» (англ. Thick As Thieves)              | Холли Дэйл        | Кристофер Силбер                | 21 октября 2007  | 11.69         |  |
| В 1989 году неизвестная молодая женщина была тяжело ранена на улице и впала в кому. В 2007 году, после 18 лет комы, она скончалась, и теперь детективам предстоит расследовать убийство. Ночные кошмары о произошедшей в отделе перестрелке не прекращают мучить Лилли. |                                                   |                   |                                 |                  |               |  |
| |                                                   |                   |                                 |                  |               |  |
| 99 (6x05) | «Вундеркинд» (англ. Wunderkind)                   | Кевин Брэй        | Грег Плэджман                   | 28 октября 2007  | 11.78         |  |
| Детективы узнают, что карта социального страхования, принадлежавшая убитому в 2002 году человеку, используется спустя 5 лет после его убийства. Убийство не было раскрыто, но сейчас у Лилли появляются слабые шансы раскрыть это дело. |                                                   |                   |                                 |                  |               |  |
| |                                                   |                   |                                 |                  |               |  |
| 100 (7x05) | «Конец света» (англ. World's End)                 | Роксанн Доусон    | Гэвин Харрис                    | 4 ноября 2007    | 13.89         |  |
| 30 ноября 1938 года молодая домохозяйка Одри Мэддс пропала без вести. Произошло это во время массовой паники, произошедшей во время трансляции радиопостановки «Война миров». Спустя 79 лет детективы вынуждены начать расследование убийства, так как останки Одри Мэддс были найдены на дне колодца. |                                                   |                   |                                 |                  |               |  |
| |                                                   |                   |                                 |                  |               |  |
| 101 (8x05) | «Простые вещи» (англ. It Takes a Village)         | Кевин Брэй        | Эрика Шелтон                    | 11 ноября 2007   | 12.78         |  |
| Детективы находят замороженные тела четырёх не связанных между собой чернокожих мальчиков, которые пропали без вести в период с 1999 по 2003 год. Становится ясно, что в городе действует серийный убийца, и теперь команде Стиллмана надо поторопиться, чтобы не погиб ещё один мальчик. |                                                   |                   |                                 |                  |               |  |
| |                                                   |                   |                                 |                  |               |  |
| 102 (9x05) | «Чокнутый мальчик» (англ. Boy Crazy)              | Холли Дэйл        | Джоанна Ловинжер                | 18 ноября 2007   | 14.12         |  |
| Смерть 16-летней Саманты Рэнделл в 1963 году была признана самоубийством. Спустя 44 года в отдел убийств приходит мужчина, который рассказывает о том, что это было убийство, и Лилли с коллегами начинают новое расследование. Стиллман просит Джеффриса занять место начальника отдела убийств. |                                                   |                   |                                 |                  |               |  |
| |                                                   |                   |                                 |                  |               |  |
| 103 (10x05) | «Справедливость» (англ. Justice)                  | Агнешка Холланд   | Вина Суд                        | 25 ноября 2007   | 12.98         |  |
| В 1982 году выпускник колледжа, круглый отличник, 22-летний Майкл Дилейни был застрелен, а убийца не был найден. Более 20 лет дело оставалось нераскрытым, но в 2007 году Лилли узнаёт, что убитый был серийным насильником, а значит не все версии были отработаны. Однако из-за морально-этических аспектов дела, расследование продвигается со скрипом.                                                                                              |                                                   |                   |                                 |                  |               |  |
| |                                                   |                   |                                 |                  |               |  |
| 104 (11x05) | «Семья 8101» (англ. Family 8108)                  | Жанно Шварц       | Келли Гаррет и Элизабет Рэндолл | 9 декабря 2007   | 11.57         |  |
| Детективы возобновляют расследование убийства отца японской семьи, которого в 1945 году до смерти избили рядом с футбольным стадионом, а злоумышленников так и не нашли. Лейтенант Стиллман подаёт в отставку, Лилли пытается его отговорить. |                                                   |                   |                                 |                  |               |  |
| |                                                   |                   |                                 |                  |               |  |
| 105 (12x05) | «Саботаж» (англ. Sabotage)                        | Николь Кэссел     | Грег Плэджман                   | 6 января 2008    | 10.96         |  |
| В 1999 году таинственный террорист начал в Филадельфии серию взрывов. Он не давал о себе знать на протяжении 5 лет, но в 2008 году происходит новый взрыв. Детективам необходимо поскорее найти преступника, пока он не устроил новый теракт. Лейтенант Стиллман вступает в переговоры с убийцей. |                                                   |                   |                                 |                  |               |  |
| |                                                   |                   |                                 |                  |               |  |
| 106 (13x05) | «Пауки» (англ. Spiders)                           | Джон Питерс       | Лиз В. Гарсиа                   | 17 февраля 2008  | 9.57          |  |
| К Лилли обращается адвокат Кейт Карли. В 1999 году её клиентка, подросток Тамара Борден, добивалась осуждения своего отца, который пьянствовал и жестоко избивал её. Добиться осуждения тирана тогда не удалось, кроме того, в скором времени Тамара была убита, а её убийца не был найден. Недавно отец Тамары был вновь арестован, теперь за избиение падчерицы. Карли просит Лилли раскрыть убийство Тамары, чтобы эта тайна прекратила её тяготить. |                                                   |                   |                                 |                  |               |  |
| |                                                   |                   |                                 |                  |               |  |
| 107 (14x05) | «Энди си-минор» (англ. Andy in C Minor)           | Жанно Шварц       | Гэвин Харрис                    | 30 марта 2008    | 9.80          |  |
| В 2006 году глухой подросток Энди Рирден пропал без вести, и почти два года о нём ничего не было известно. Однако Лилли с коллегами находят улики, указывающие на то, что подросток был убит. Команде Стиллмана приходиться погрузиться в непростой мир глухонемых людей, чтобы раскрыть убийство без трупа. |                                                   |                   |                                 |                  |               |  |
| |                                                   |                   |                                 |                  |               |  |
| 108 (15x05) | «Дорога» (англ. The Road)                         | Холли Дэйл        | Дженнифер Джонсон               | 6 апреля 2008    | 11.93         |  |
| Лилли и Скотт едут в Западную Вирджинию, чтобы побеседовать с преступником который в 2007 году убил в Филадельфии молодую женщину. Напарникам предстоит сложная психологическая дуэль, когда становится ясно, что на счету этого арестанта ещё несколько убитых женщин. |                                                   |                   |                                 |                  |               |  |
| |                                                   |                   |                                 |                  |               |  |
| 109 (16x05) | «Дурная репутация» (англ. Bad Reputation)         | Алекс Закржевский | Кристофер Силбер                | 13 апреля 2008   | 9.43          |  |
| Детективы находят отрезанную замороженную кисть левой руки. Выясняется, что она принадлежит грабителю Питу Дойлу, который пропал без вести в 1997 году, после освобождения из тюрьмы. Одним из подозреваемым в убийстве становится сын Дойла. |                                                   |                   |                                 |                  |               |  |
| |                                                   |                   |                                 |                  |               |  |
| 110 (17x05) | «Скольжение» (англ. Slipping)                     | Кевин Брэй        | Эрика Шелтон                    | 27 апреля 2008   | 11.61         |  |
| К Лилли и Скотту обращается молодая женщина, которая просит детективов заново открыть дело о смерти её бабушки Нэнси. В 1962 году домохозяйка Нэнси Паттерсон была найдена повешенной, и её смерть была признана самоубийством. Однако внучка обнаружила улики, которые указывают на то, что это было убийство. Это расследование сложно даётся детективу Валенсу.                                                                                      |                                                   |                   |                                 |                  |               |  |
| |                                                   |                   |                                 |                  |               |  |
| 111 (18x05) | «Призрак моего ребенка» (англ. Ghost of My Child) | Роксанн Доусон    | Лиз В. Гарсиа                   | 4 мая 2008       | 11.56         |  |
| Наркоманка Присцилла Чапин говорит Лилли, что видела своего маленького сына в парке. Однако согласно официальной версии он погиб в пожаре, в 2005 году. Изначально относившаяся к этому делу со скепсисом, Лилли в ходе расследования убеждается что имело место похищение ребёнка и умышленный поджог. |                                                   |                   |                                 |                  |               |  |
| |                                                   |                   |                                 |                  |               |  |

### Шестой сезон (2008—2009)
| Номер | Название                                                   | Режиссёр          | Сценарий                          | Дата премьеры    | Зрители в США |  |
| --- | ---------------------------------------------------------- | ----------------- | --------------------------------- | ---------------- | ------------- |  |
| 112 (1x06) | «Дни славы» (англ. Glory Days)                             | Роксанн Доусон    | Гэвин Харрис                      | 28 сентября 2008 | 11.36         |  |
| К детективу Джеффрису обращается его старый знакомый, который играл с ним вместе в одной футбольной команде. Он просит возобновить дело о нераскрытом убийстве одного из игроков, которое произошло в 1973 году. |                                                            |                   |                                   |                  |               |  |
| |                                                            |                   |                                   |                  |               |  |
| 113 (2x06) | «Зов правды» (англ. True Calling)                          | Пэрис Барклай     | Кристофер Силбер                  | 5 октября 2008   | 11.10         |  |
| Молодая учительница Лора Маккинни была застрелена в 1991 году, её убийство осталось нераскрытым, а на протяжении многих лет мотивом преступления считался угон машины. Однако спустя 17 лет бывший ученик Маккинни приносит Лилли новые улики по этому делу, меняющие мотивы преступления. |                                                            |                   |                                   |                  |               |  |
| |                                                            |                   |                                   |                  |               |  |
| 114 (3x06) | «Женщины по средам» (англ. Wednesday's Women)              | Джон Финн         | Эрика Шелтон                      | 12 октября 2008  | 10.99         |  |
| Смерть сетевика Мириам Форрестер в 1964 году была признана несчастным случаем в результате ДТП. Однако спустя 44 года сестра погибшей приносит команде Стиллмана новые улики, которые указывают на факт умышленного убийства, и расследование начинается заново. |                                                            |                   |                                   |                  |               |  |
| |                                                            |                   |                                   |                  |               |  |
| 115 (4x06) | «Девушка на роликах» (англ. Roller Girl)                   | Холли Дэйл        | Элли Фридман                      | 19 октября 2008  | 11.29         |  |
| Женщина, обвиняемая в вооружённом ограблении, просит облегчить её будущее наказание в обмен на ценную информацию. Она рассказывает Лилли и Скотту новые подробности дела об убийстве школьницы, которое произошло в 1978 году, а убийца не был найден. Кэт не может определиться со своими чувствами к новому бойфренду.                                                                            |                                                            |                   |                                   |                  |               |  |
| |                                                            |                   |                                   |                  |               |  |
| 116 (5x06) | «Увольнительная» (англ. Shore Leave)                       | Алекс Закржевский | Элвуд Рейд                        | 26 октября 2008  | 11.97         |  |
| Команда Стиллмана обследуют кости убитого парня, которые были обнаружены в старой нефтяной бочке. Выясняется что это морской пехотинец Джимми Талли, который пропал без вести в 1951 году и считался дезертиром. Теперь речь идёт не только о раскрытии убийства, но и о реабилитации человека, незаслуженно обвинённого в преступлении.                                                            |                                                            |                   |                                   |                  |               |  |
| |                                                            |                   |                                   |                  |               |  |
| 117 (6x06) | «Продавец» (англ. The Dealer)                              | Крис Фишер        | Грег Плэджман                     | 2 ноября 2008    | 11.66         |  |
| Мать-одиночка Донна Д’Амико пропала без вести в 1981 году. На протяжении 27 лет о её судьбе ничего не было известно, но в 2008 году её скелет находят. Смерть Донны наступила от удара монтировкой, а значит команде Стиллмана предстоит расследовать новое убийство. |                                                            |                   |                                   |                  |               |  |
| |                                                            |                   |                                   |                  |               |  |
| 118 (7x06) | «Один шажок» (англ. One Small Step)                        | Дэвид фон Анкен   | Тэйлор Элмор                      | 9 ноября 2008    | 12.69         |  |
| К Лилли обращается пожилой мужчина, в прошлом детектив отдела убийств. Он просит Лилли возобновить дело об убийстве мальчика Дэнни Финча в 1969 году, дело осталось нераскрытым. |                                                            |                   |                                   |                  |               |  |
| |                                                            |                   |                                   |                  |               |  |
| 119 (8x06) | «Тройная угроза» (англ. Triple Threat)                     | Кевин Брэй        | Кэти Эбель                        | 16 ноября 2008   | 12.28         |  |
| В августе 1989 года семья советских иммигрантов Козловых попросили политического убежища в США. В решении этого вопроса им помогал Ник Вера. Всё прошло удачно, но в декабре того же года дочка Козловых, Надя, была убита, а убийца не был найден. Спустя 19 лет у команды Стиллмана появляются новые улики, которые проливают свет на убийство Нади Козловой.                                     |                                                            |                   |                                   |                  |               |  |
| |                                                            |                   |                                   |                  |               |  |
| 120 (9x06) | «Фотомодель» (англ. Pin Up Girl)                           | Крис Фишер        | Гэвин Харрис                      | 23 ноября 2008   | 12.15         |  |
| Команда Стиллмана возобновляет расследование нераскрытого убийства фотомодели Риты Флинн, которая была застрелена в 1953 году. Скотт приглашает медэксперта Фрэнки Рафферти на свидание. |                                                            |                   |                                   |                  |               |  |
| |                                                            |                   |                                   |                  |               |  |
| 121 (10x06) | «Уличные деньги» (англ. Street Money)                      | Карлос Авила      | Кристофер Силбер                  | 30 ноября 2008   | 11.52         |  |
| Перспективный политик и известный борец с наркоторговцами Декстер Коллинз был застрелен в 2005 году, и его убийство не было раскрыто. Спустя 3 года мужчина, арестованный за ограбление, рассказывает Лилли и Скотту об истинных мотивах убийства Коллинза, а также помогает найти орудие преступления.                                                                                             |                                                            |                   |                                   |                  |               |  |
| |                                                            |                   |                                   |                  |               |  |
| 122 (11x06) | «Крылья» (англ. Wings)                                     | Дэвид фон Анкен   | Дженнифер Джонсон                 | 21 декабря 2008  | 12.01         |  |
| В 1960 году стюардесса Эллисон Терстон пропала без вести. Её судьба на протяжении десятилетий была окутана тайной, но спустя 53 года останки Терстон были найдены в мусоросжигательной печи. Лилли встречается со своим отцом Полом, с которым она не виделась и не общалась 30 лет. |                                                            |                   |                                   |                  |               |  |
| |                                                            |                   |                                   |                  |               |  |
| 123 (12x06) | «Лотерейная лихорадка» (англ. Lotto Fever)                 | Агнешка Холланд   | Джон Брайан Кинг                  | 4 января 2009    | 12.67         |  |
| Команда Стиллмана расследует убийство автомеханика Эда Дубински, который в 2007 году выиграл в лотерею 8 миллионов долларов, а в скором времени был застрелен неизвестным. Муж Фрэнки Рафферти нападает на Скотта. |                                                            |                   |                                   |                  |               |  |
| |                                                            |                   |                                   |                  |               |  |
| 124 (13x06) | «Горячие новости» (англ. Breaking News)                    | Холли Дэйл        | Эрика Шелтон                      | 11 января 2009   | 12.30         |  |
| Детективы возобновляют расследование убийства ведущей теленовостей Джейн Эверетт, которая была обнаружена задушенной в парке, в 1988 году. Скотт обижен на Фрэнки, он идёт на свидание с другой девушкой. |                                                            |                   |                                   |                  |               |  |
| |                                                            |                   |                                   |                  |               |  |
| 125 (14x06) | «Продавец щеток» (англ. The Brush Man)                     | Роксанн Доусон    | Элвуд Рейд                        | 25 января 2009   | 13.26         |  |
| При осушении утиного пруда обнаруживаются человеческие останки, которые принадлежат коммивояжеру Рою Данну, пропавшему без вести в 1967 году. Расследование проводит детективов к непредумышленному убийству, за которое Данн был судим в прошлом. |                                                            |                   |                                   |                  |               |  |
| |                                                            |                   |                                   |                  |               |  |
| 126 (15x06) | «Защита свидетелей» (англ. Witness Protection)             | Алекс Закржевский | Элли Фридман                      | 15 февраля 2009  | 10.89         |  |
| К Лилли обращается женщина, у которой без вести пропал сын. Она убеждена, что его исчезновение как-то связано с убийством неизвестного мужчины в 2008 году. Команде Стиллмана предстоит непростое расследование, так как и мать, и сын проходили свидетелями по процессу против главаря мафиозной группы.                                                                                           |                                                            |                   |                                   |                  |               |  |
| |                                                            |                   |                                   |                  |               |  |
| 127 (16x06) | «Шакалы» (англ. Jackals)                                   | Маркос Сига       | Тэйлор Элмор                      | 8 марта 2009     | 12.61         |  |
| Серийный грабитель Колин Блейк, отбывающий длительный срок в тюрьме, просит Лилли и Скотта возобновить расследование убийства его 17-летней дочери Сары. Девушка была убита в 1976 году, и более 30 лет дело оставалось нераскрытым. Однако теперь у Блейка появились доказательства причастности к убийству Сары известной преступной банды «Шакалы», а значит у детективов есть шанс найти убийц. |                                                            |                   |                                   |                  |               |  |
| |                                                            |                   |                                   |                  |               |  |
| 128 (17x06) | «Офицер ранен» (англ. Officer Down)                        | Алекс Закржевский | Кристофер Силбер                  | 15 марта 2009    | 13.02         |  |
| Джеффрис становится свидетелем ограбления бакалейной лавки и получает тяжёлое огнестрельное ранение. Пока медики борются за его жизнь, вся команда Стиллмана работает в усиленном режиме, чтобы найти стрелявшего. |                                                            |                   |                                   |                  |               |  |
| |                                                            |                   |                                   |                  |               |  |
| 129 (18x06) | «Игры разума» (англ. Mind Games)                           | Дональд Торин мл. | Гэвин Харрис                      | 22 марта 2009    | 11.41         |  |
| Джеффрис выписывается из больницы. Адвокат подростка, стрелявшего в Джеффриса, пытается развалить дело и дискредитирует Лилли. Команде Стиллмана нужно определить причастен ли бездомный параноидальный шизофреник к убийству психиатра Джулии Рамирез в 2004 году. |                                                            |                   |                                   |                  |               |  |
| |                                                            |                   |                                   |                  |               |  |
| 130 (19x06) | «Либертивилль» (англ. Libertyville)                        | Маркос Сига       | Кэти Эбель                        | 29 марта 2009    | 11.86         |  |
| Команда Стиллмана возобновляет расследование нераскрытого убийства молодого мужчины, которое произошло в 1958 году. Это дело более чем 50 лет лежало в полицейском архиве, однако сейчас у детективов появился шанс раскрыть его. Лилли находит время пообедать с отцом. |                                                            |                   |                                   |                  |               |  |
| |                                                            |                   |                                   |                  |               |  |
| 131 (20x06) | «Украденный дом» (англ. Stealing Home)                     | Кевин Брэй        | Дэниэл Пино и Элвуд Рейд          | 12 апреля 2009   | 10.56         |  |
| Известный бейсболист Гонсало Луки был застрелен в 1999 году на пустыре, и много лет расследование этого дела было бесплодным. Однако спустя 20 лет парень, арестованный за ограбление и хранение наркотиков, рассказывает Лилли и Скотту о том, что Луки был убит совсем в другом месте, а значит расследование изначально велось неверно.                                                          |                                                            |                   |                                   |                  |               |  |
| |                                                            |                   |                                   |                  |               |  |
| 132 (21x06) | «22 ноября» (англ. November 22nd)                          | Жанно Шварц       | Райан Фарли                       | 26 апреля 2009   | 10.56         |  |
| Бильярдист Патрик Леннокс был убит выстрелом в спину 22 ноября 1963 года, в тот же день когда был застрелен Джон Кеннеди. Спустя 46 лет удаётся найти револьвер, из которого был застрелен Леннокс, а значит у команды Стиллмана появились шансы найти убийцу. |                                                            |                   |                                   |                  |               |  |
| |                                                            |                   |                                   |                  |               |  |
| 133 (22x06) | «Тонкая голубая линия» (англ. The Long Blue Line (Part 1)) | Роксанн Доусон    | Дженнифер Джонсон и Грег Плэджман | 3 мая 2009       | 12.46         |  |
| На кладбище в безымянной могиле находят труп Кейт Батлер, которая пропала без вести в 2006 году. Команде Стиллмана предстоит сложнейшее расследование, так как Кейт была кадетом военной академии, единственной девушкой в мужском коллективе. |                                                            |                   |                                   |                  |               |  |
| |                                                            |                   |                                   |                  |               |  |
| 134 (23x06) | «На глубине» (англ. Into The Blue (Part 2))                | Жанно Шварц       | Дженнифер Джонсон и Грег Плэджман | 10 мая 2009      | 11.83         |  |
| Лилли выживает после покушения, но она мучается от тяжёлых галлюцинаций. Расследование убийства Кейт Батлер продолжается. Вскоре в академии происходит новое убийство. Отцу Лилли предстоит признание своей вины за прошлое. |                                                            |                   |                                   |                  |               |  |
| |                                                            |                   |                                   |                  |               |  |

### Седьмой сезон (2009—2010)
| Номер | Название                                                          | Режиссёр             | Сценарий                      | Дата премьеры    | Зрители в США |  |
| --- | ----------------------------------------------------------------- | -------------------- | ----------------------------- | ---------------- | ------------- |  |
| 135 (1x07) | «Пересечение» (англ. The Crossing)                                | Алекс Закржевский    | Тэйлор Элмор                  | 27 сентября 2009 | 9.19          |  |
| Лилли начинает расследование убийства девушки, которая пропала без вести в 1966 году и долгое время считалась самоубийцей. Дело об убийстве Кейт Батлер рассматривается в суде, сторона защиты пытается дискредитировать Лилли. |                                                                   |                      |                               |                  |               |  |
| |                                                                   |                      |                               |                  |               |  |
| 136 (2x07) | «Помойные крысы» (англ. Hood Rats)                                | Крис Фишер           | Элвуд Рейд                    | 4 октября 2009   | 10.05         |  |
| В 1995 году в вентиляционной шахте был обнаружен разложившийся труп убитого молодого мужчины, чью личность так и не удалось идентифицировать. 24 года спустя в отдел убийств приходит парень, который опознаёт в погибшем своего старшего брата. |                                                                   |                      |                               |                  |               |  |
| |                                                                   |                      |                               |                  |               |  |
| 137 (3x07) | «Юриспруденция» (англ. Jurisprudence)                             | Холли Дэйл           | Кристофер Силбер              | 11 октября 2009  | 7.87          |  |
| В 2004 году 17-летний подросток Алекс Касерис был убит в колонии для несовершеннолетних, вначале считалось, что это был несчастный случай. Спустя 5 лет другой несовершеннолетний арестант рассказывает детективам новые подробности смерти Алекса. Скотт полон решимости раскрыть это дело, так как считает себя виновным в гибели Касериса.                                                         |                                                                   |                      |                               |                  |               |  |
| |                                                                   |                      |                               |                  |               |  |
| 138 (4x07) | «Душа» (англ. Soul)                                               | Джон Шоуолтер        | Райан Фарли                   | 25 октября 2009  | 9.30          |  |
| В 1970 году чернокожий джазмен Билли Сандерс был ограблен и убит, а дело осталось нераскрытым. Спустя 39 лет к Лилли обращается молодой мужчина, который просит возобновить расследование убийства Сандерса, так как считает что убитый был его отцом. |                                                                   |                      |                               |                  |               |  |
| |                                                                   |                      |                               |                  |               |  |
| 139 (5x07) | «WASP» (англ. WASP)                                               | Крис Фишер           | Денис Те                      | 1 ноября 2009    | 9.02          |  |
| Убийца Кейт Батлер, Морис Китченер пишет жалобу на Лилли в отдел внутренних расследований. Команда Стиллмана начинает расследование убийства 22-летней Вивиан Линн, женщины-пилота, которая погибла в 1944 году. У Скотта проблемы с родителями. |                                                                   |                      |                               |                  |               |  |
| |                                                                   |                      |                               |                  |               |  |
| 140 (6x07) | «Ничья» (англ. Dead Heat)                                         | Нэйтан Хоуп          | Адам Гласс                    | 8 ноября 2009    | 8.17          |  |
| На конском кладбище найдены кости жокея Санни Сандоваля, который пропал без вести в 1986 году. Расследование приводит команду Стиллмана к сложным перипетиям в личной жизни убитого и его финансовым махинациям. |                                                                   |                      |                               |                  |               |  |
| |                                                                   |                      |                               |                  |               |  |
| 141 (7x07) | «Читай между строк» (англ. Read Between the Lines)                | Кевин Брэй           | Эрика Андерсон                | 15 ноября 2009   | 9.59          |  |
| Кэт Миллер возвращается к работе в отделе. Мужчина, сидящий в тюрьме, рассказывает Лилли и Скотту новые подробности убийства 14-летней чернокожей девочки Доналины Салливан. Она была убита в 1991 году, преступление осталось осталось нераскрытым. |                                                                   |                      |                               |                  |               |  |
| |                                                                   |                      |                               |                  |               |  |
| 142 (8x07) | «Китайский квартал» (англ. Chinatown)                             | Дэвид фон Анкен      | Алисия Кирк                   | 22 ноября 2009   | 9.55          |  |
| Лейтенант Стиллман встречается с пожилой китаянкой, чей сын был убит в 1983 году, а дело не было раскрыто. Она рассказывает о том, что смерть её сына вероятно связана с убийством его возлюбленной девушки, которая была расстреляна ранее, в том же году. Улики указывают на то, что к убийствам причастны китайские банды.                                                                         |                                                                   |                      |                               |                  |               |  |
| |                                                                   |                      |                               |                  |               |  |
| 143 (9x07) | «Судебная экспертиза» (англ. Forensics)                           | Холли Дэйл           | Джером Шварц                  | 6 декабря 2009   | 9.64          |  |
| Молодой дебатёр Люк Кронин погиб в 1999 году, его тело обнаружили на стоянке, в отцовской машине, с пистолетом в руке. Долгое время официальной версией его смерти значилось самоубийство, но команда Стиллмана получает доказательства, что это было убийство. А значит необходимо начать новое расследование.                                                                                       |                                                                   |                      |                               |                  |               |  |
| |                                                                   |                      |                               |                  |               |  |
| 144 (10x07) | «Замороженный» (англ. Iced)                                       | Питер Медак          | Тэйлор Элмор                  | 13 декабря 2009  | 10.30         |  |
| В 1980 году хоккеист Томми Фланаган был убит прямо на катке, в ночь когда произошло «Чудо на льду». В его убийстве подозревался хоккеист Колин Мастерс, у него не было алиби, но обвинения всё равно рассыпались и дело осталось нераскрытым. Спустя 29 лет Мастерс доказывает своё алиби и просит Лилли и Ника возобновить расследование этого убийства, чтобы очистить своё имя от всех подозрений. |                                                                   |                      |                               |                  |               |  |
| |                                                                   |                      |                               |                  |               |  |
| 145 (11x07) | «Хороший солдат» (англ. The Good Soldier)                         | Гвинет Хердер-Пэйтон | Кристофер Силбер              | 10 января 2010   | 10.38         |  |
| Команда Стиллмана возобновляет расследование нераскрытого убийства старшего сержанта Майкла Донли, который был застрелен в 2005 году. Долгое время считалось, что Донли был причастен к ограблению ломбарда, которое произошло незадолго до его убийства, но новые улики выводят детективов к другим версиям. Лилли знакомится с семьёй своего отца.                                                  |                                                                   |                      |                               |                  |               |  |
| |                                                                   |                      |                               |                  |               |  |
| 146 (12x07) | «Беглый Кролик» (англ. The Runaway Bunny)                         | Джон Финн            | Элвуд Рейд                    | 17 января 2010   | 10.62         |  |
| Во время строительных работ обнаружен скелет частного детектива Гарри Дентона, ранее работавшего полицейским. Он пропал без вести в 1974 году, теперь становится ясно, что он был убит. Лилли продолжает следить за Морисом Китченером. |                                                                   |                      |                               |                  |               |  |
| |                                                                   |                      |                               |                  |               |  |
| 147 (13x07) | «Бомбардировщики» (англ. Bombers)                                 | Дженис Кук-Леонард   | Джина Джионфриддо             | 14 февраля 2010  | 8.73          |  |
| К Лилли обращается женщина, чей сын Карлос был убит в 1982 году, а дело осталось нераскрытым. Но сейчас у детективов появляется небольшая ниточка, которая даёт маленький шанс раскрыть это убийство. Бывший муж Кэт хочет совместной опеки над их дочкой. Мориса Китченера находят застреленным в машине.                                                                                            |                                                                   |                      |                               |                  |               |  |
| |                                                                   |                      |                               |                  |               |  |
| 148 (14x07) | «Метаморфоза» (англ. Metamorphosis)                               | Крис Фишер           | Адам Гласс и Дэнни Пино       | 21 февраля 2010  | 8.81          |  |
| Лилли становится подозреваемой в убийстве Мориса Китченера. Команда Стиллмана начинает расследование смерти знаменитой гимнастки Мии Романов. В 1971 году её смерть была признана несчастным случаем, но в полицию приходит девушка-медиум, которая пытается убедить Лилли и Скотта в том, что это было убийство.                                                                                     |                                                                   |                      |                               |                  |               |  |
| |                                                                   |                      |                               |                  |               |  |
| 149 (15x07) | «Две свадьбы» (англ. Two Weddings)                                | Нэйтан Хоуп          | Мередит Стим                  | 28 февраля 2010  | 9.83          |  |
| Эксперт полиции по пожарам и взрывам, Луи Аманте, собирается жениться, однако это не радует его коллег из убойного отдела. Дело в том, что невеста Луи была главной подозреваемой в убийстве своего жениха 2 года назад. Команда Стиллмана вынуждена вести расследование прямо во время свадебной церемонии.                                                                                          |                                                                   |                      |                               |                  |               |  |
| |                                                                   |                      |                               |                  |               |  |
| 150 (16x07) | «Одно падение» (англ. One Fall)                                   | Дональд Торин мл.    | Райан Фарли                   | 14 марта 2010    | 10.22         |  |
| Мик Малоун, докер и известный рестлер был застрелен в июне 1986 года, его убийство не было раскрыто. 23 года спустя детективам удаётся найти пистолет из которого был застрелен Малоун, а значит есть шанс раскрыть это преступление. Скотт выходит на след человека, который когда-то изнасиловал его мать.                                                                                          |                                                                   |                      |                               |                  |               |  |
| |                                                                   |                      |                               |                  |               |  |
| 151 (17x07) | «Перекрытие» (англ. Flashover)                                    | Жанно Шварц          | Грег Плэджман                 | 21 марта 2010    | 9.43          |  |
| Ник пропадает без вести. Он звонит Лилли и говорит, что кого-то убил. Его коллеги очень обеспокоены, они пытаются разыскать друга. Расследование приводит их к недавнему убийству мужчины, который был осуждён за убийство двух своих сыновей. |                                                                   |                      |                               |                  |               |  |
| |                                                                   |                      |                               |                  |               |  |
| 152 (18x07) | «Последний Драйв-Ин (часть 1)» (англ. The Last Drive-In (Part 1)) | Крис Фишер           | Элвуд Рейд                    | 28 марта 2010    | 10.32         |  |
| Скотт и Стиллман навещают Ника. К расследованию недавнего бытового убийства, которое ведёт Лилли, присоединяется агент ФБР Диана Йетс. Лилли не нравится, что Йетс скрывает от неё важные сведения по делу. Выясняется, что убийство, которое расследовала Лилли, связано с серийным убийцей, расстреливающим людей из снайперской винтовки.                                                          |                                                                   |                      |                               |                  |               |  |
| |                                                                   |                      |                               |                  |               |  |
| 153 (19x07) | «Пуля (часть 2)» (англ. Bullet (Part 2))                          | Джон Шоуолтер        | Кристофер Силбер              | 4 апреля 2010    | 10.10         |  |
| Убийства маньяка-снайпера продолжаются. Команда Стиллмана и ФБР работают в усиленном режиме. Для Дианы Йетс расследование приобретает мотивы личной мести. Однако правда становится шоком и для Лилли, и для Дианы, и даже для самого убийцы. |                                                                   |                      |                               |                  |               |  |
| |                                                                   |                      |                               |                  |               |  |
| 154 (20x07) | «Свободная любовь» (англ. Free Love)                              | Джеффри Хант         | Элвуд Рейд и Денис Те         | 11 апреля 2010   | 9.86          |  |
| Арестованный серийный убийца жалуется на Йетс и Раш. Агент ФБР Райан Кавано просит Лилли поработать с ним над расследованием убийства солдата Дэвида Куинна, которое в 1969 году осталось нераскрытым. Девушка, с которой у Ника в прошлом были романтические отношения, просит его расследовать ограбление её дома.                                                                                  |                                                                   |                      |                               |                  |               |  |
| |                                                                   |                      |                               |                  |               |  |
| 155 (21x07) | «Почти рай (часть 1)» (англ. Almost Paradise (Part 1))            | Алекс Закржевский    | Кристофер Силбер и Адам Гласс | 2 мая 2010       | 10.02         |  |
| В 1989 году королева школьного бала Фелиция Грант была сбита машиной. Долгое время считалось что это был неизвестный пьяный водитель, но у команды Стиллмана неожиданно появляются улики, которое меняют русло расследование сдвигают дело с мёртвой точки. |                                                                   |                      |                               |                  |               |  |
| |                                                                   |                      |                               |                  |               |  |
| 156 (22x07) | «Разрушенный (часть 2)» (англ. Shattered (Part 2))                | Жанно Шварц          | Грег Плэджман и Элвуд Рейд    | 2 мая 2010       | 10.02         |  |
| Лилли и Скотт покидают Филадельфию, чтобы найти пропавшую Кристину Раш. Им нужно торопиться, так как жизнь Кристины в большой опасности. В это время Джеффрис с коллегами расследует убийство 15-летней девочки, которое произошло в 1993 году и осталось нераскрытым. |                                                                   |                      |                               |                  |               |  |
| |                                                                   |                      |                               |                  |               |  |